# André Villas-Boas
Luís André de Pina Cabral e Villas-Boas (Porto, 17 d'octubre de 1977), conegut esportivament com a André Villas-Boas, és un entrenador portuguès de futbol.

## Inici de la carrera com a tècnic
El 1994 va conèixer Bobby Robson, que va ser el que li va oferir un lloc d'ajudant en pràctiques al Porto. Durant cinc temporades va ser ajudant de Mourinho, i va ser clau en l'èxit de l'entrenador al Porto i FC Barcelona. El 2008 va marxar amb Mourinho al Inter de Milan. Aquell mateix any, Villas-Boas li va comunicar a Mourinho el seu desig de començar la seva carrera d'entrenador amb un equip de futbol professional.
El 13 d'octubre de 2009 va ser presentat com a entrenador de l'Acadèmia de Coimbra, amb la missió de treure l'equip de l'últim lloc de la classificació. Amb tan sols 31 anys, aquest va ser la seva primera incursió al futbol professional.

## FC Porto
El 2 de juny de 2010 va ser oficialment anunciat que Villas-Boas era entrenador del FC Porto, substituint Jesualdo Ferreira per a les dues següents temporades. El 7 d'agost de 2010 en el seu primer partit oficial com a tècnic del Porto va guanyar el seu primer trofeu davant del Benfica, proclamant-se guanyadors de la Supercopa de Portugal.
El novembre de 2010 va aconseguir classificar l'equip a la competició de l'Europa League, després d'un empat a 1 amb el Besiktas. El Porto va sortir com a primer classificat de la fase de grups de l'Europa League. El 3 d'abril de 2011 i a falta de 5 jornades per finalitzar la lliga portuguesa, el Porto, dirigit per Villas-Boas va ser el guanyador del campionat nacional de futbol. Aquella temporada l'equip va acabar sent imbatut i sol tenint dos empats. Amb aquest triomf, el tècnic portuguès es va proclamar amb 33 anys com el 3r entrenador més jove en guanyar la copa de la lliga portuguesa. El 18 de maig de 2011 el Porto va guanyar l'Sporting de Braga (1-0) amb gol de Falcao, així proclamant-se campions de la UEFA Europa League. Quatre dies després, es van proclamar guanyadors de la Copa de Portugal amb victòria davant el Vitória de Guimarães per 6-2, sumant així el 4t títol de la temporada.

## Chelsea FC
El 22 de juny de 2011, Villas-Boas va ser presentat com nou entrenador del Chelsea FC, después que el club londines pagués la clàusula de 15 milions d'euros. El debut a la Premier League el va fer el 14 d'agost, empatant a 0 amb el Stoke City. Va fer el seu debut la Lliga de Campeons el 13 de setembre contra el Bayer 04 Leverkusen, aconseguint un triomf per 2-0. El 4 de marz de 2012, i després d'una sèrie de derrotes que van deixar al club sense quasi possibilitats d'aconseguir algun títol, els directius del club van decidir acomiadar-lo després de la derrota per 1-0 contra el West Bromwich. El seu successor va ser Roberto Di Matteo. L'italià va aconseguir donar la volta a la sèrie i portar el Chelsea a guanyar el títol continental.

## Tottenham Hotspur
El juny de 2012 la premsa anglesa i més tard la premsa d'arreu del món va començar a especular l'arribada de Villas-Boas al Tottenham Hotspur. Finalment, al 3 de juny es va acabar de confirmar l'arribada del tècnic sent la seva segona experiència com a entrenador en la primera lliga anglesa. El contracte era de 3 temporades. En la seva primera campanya al capdavant dels “Spurs” l'equip va quedar 5è classificat en la Premier League 2012/2013, a tan sols 1 puny de la 4a plaça que els hagués permès entra en la Champions League. El 16 de desembre de 2013 va ser destituït com a tècnic de l'equip després que els i encaixessin una golejada davant el Liverpool (0-5) que aquest fet deixava als “Spurs” en la 7a posició en la 16 jornada de la lliga anglesa 2013/2014.